# Асбестовая бумага

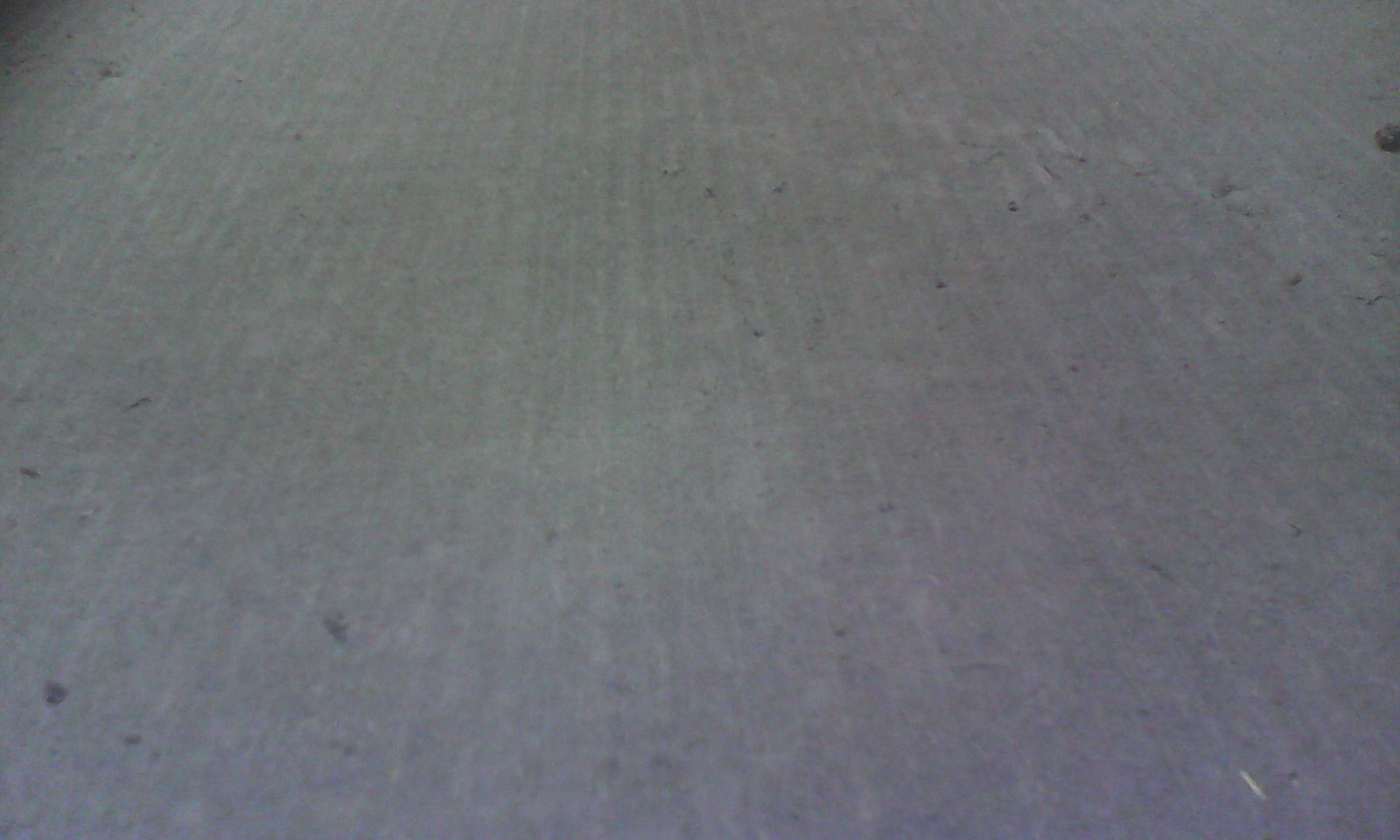
Текстура поверхности листа асбокартона

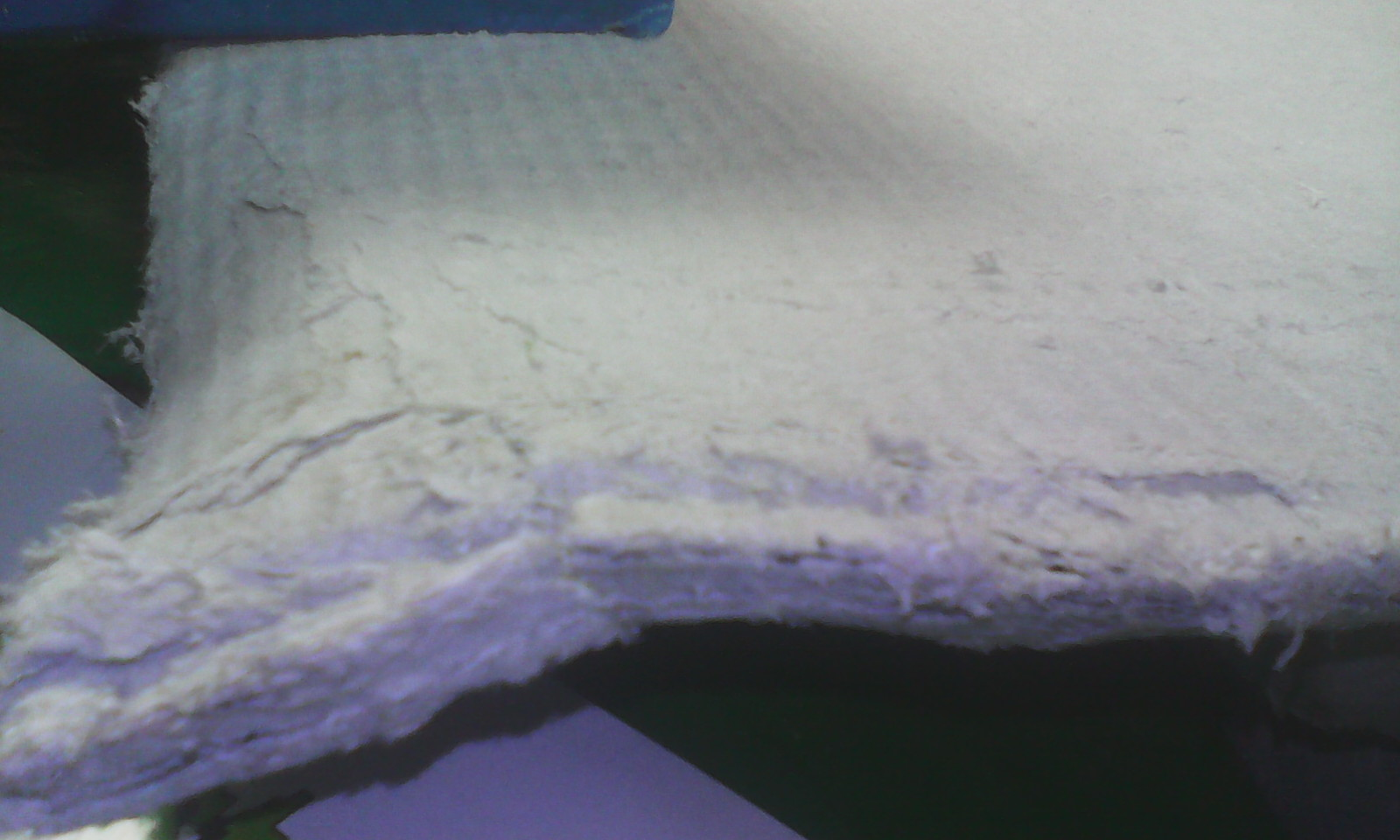
Слоистая структура мягкого асбокартона

Асбестовая бумага — изоляционный электротехнический материал из волокна хризотил-асбеста с добавкой органического связующего вещества, чаще всего крахмала, для упрочнения в состав также вводят хлопчатобумажное волокно. Выпускается в рулонах по 0,2 — 1,5 мм. По назначению асбестовая бумага бывает теплоизоляционная (до 500 °С), электроизоляционная (междувитковая изоляция катушек, производство слоистых пластиков), гидроизоляционная (противокоррозионное покрытие, кровельно-прокладочный материал), диафрагменная (изготовление диафрагм для электролиза водных растворов хлористых солей щелочных металлов), каландровая (набивка на валы каландров при производстве конденсаторной бумаги).
Также выпускается асбестовый картон (асбокартон, уралит). Толщина варьирует от 2 до 10 мм. Содержание асбеста в нём достигает до 99 %. Изготавливается путём пропитывания листов из асбестовых волокон раствором кремнезёма. Обладает огнеупорностью, влагостойкостью, упругостью, низкой тепло- и электропроводностью, обрабатывается режущими инструментами, выдерживает ударные нагрузки, трещиностоек, легко склеивается. Стойкость на разрыв 250 кг на 1 см2, на раздробление 3500 кг на 1 см2. Применяется в основном в качестве термоизоляционного и огнезащитного материала.